# Allotoca diazi
Allotoca diazi is een  straalvinnige vissensoort uit de familie van levendbarende tandkarpers (Goodeidae). De wetenschappelijke naam van de soort is voor het eerst geldig gepubliceerd in 1902 door Meek.
De soort staat op de Rode Lijst van de IUCN als Kritiek, beoordelingsjaar 2007. De omvang van de populatie is volgens de IUCN dalend.